# Eugène Mittelhauser
Eugène Désiré Antoine Mittelhausser, francoski general, * 1873, † 1949.
Mittelhauser je v svoji vojaški karieri bil:
- poveljnik 36. divizije (1918),
- vodja francoske vojaške misije na Češkoslovaško (1919-21),
- poveljnik 20. korpusa (1930),
- vodja francoske vojaške misije na Poljskem (1939),
- vodja francoske vojaške misije na Nizozemskem (1940),
- vrhovni poveljnik Orientalskega teatra operacij (1940) in
- poveljnik Armade Levanta (1940)[3].